# Úsilov
Úsilov är en ort i Tjeckien.   Den ligger i regionen Plzeň, i den västra delen av landet, 120 km sydväst om huvudstaden Prag. Úsilov ligger 474 meter över havet och antalet invånare är 146.
Terrängen runt Úsilov är varierad. Runt Úsilov är det ganska glesbefolkat, med 28 invånare per kvadratkilometer. Närmaste större samhälle är Klatovy, 12,1 km öster om Úsilov. I omgivningarna runt Úsilov växer i huvudsak blandskog.